# Xã Fairview, Quận Stafford, Kansas
Xã Fairview (tiếng Anh: Fairview Township) là một xã thuộc quận Stafford, tiểu bang Kansas, Hoa Kỳ. Năm 2010, dân số của xã này là 92 người.